# Klaus Schneeberger

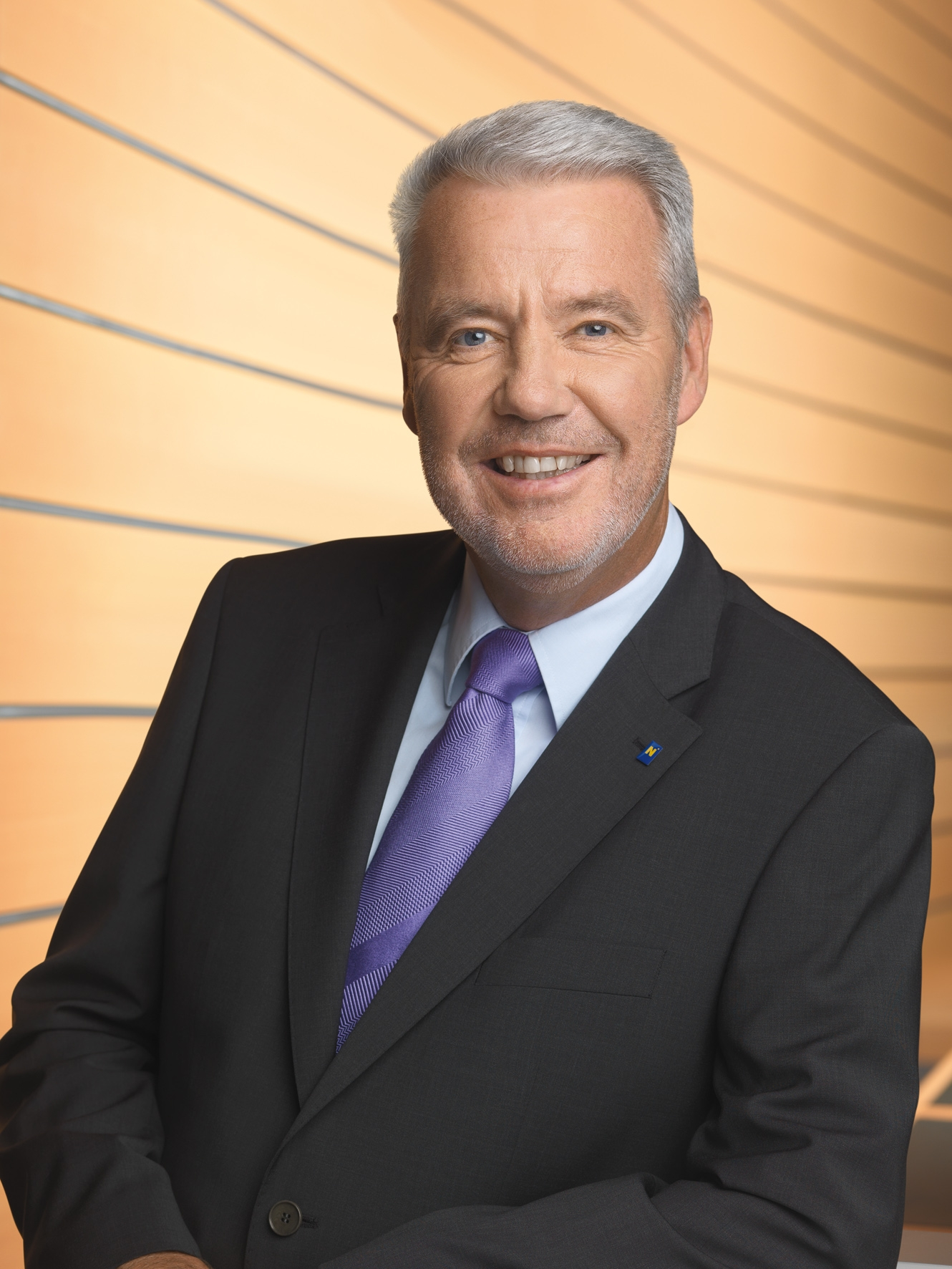
Klaus Schneeberger (2013)

Klaus Schneeberger (* 18. April 1950 in Lienz, Tirol), mit bürgerlichem Namen Nikolaus Schneeberger, ist ein österreichischer Politiker (ÖVP). Seit 2015 ist er Bürgermeister von Wiener Neustadt und damit der erste ÖVP-Politiker der Zweiten Republik, der dieses Amt innehat.
Von 1993 bis März 2023 war er Abgeordneter zum niederösterreichischen Landtag, von 2000 bis 2023 war er dort auch Klubobmann seiner Partei.

## Leben
Nach der Volksschule besuchte Schneeberger die Unterstufe des Gymnasiums und danach die Handelsakademie Wiener Neustadt, die er 1971 mit der Matura abschloss. Im Anschluss studierte Schneeberger Betriebswirtschaftslehre an der Wirtschaftsuniversität Wien und schloss sein Studium mit dem akademischen Grad Mag. rer. soc. oec. ab. Danach unterrichtete er einige Jahre an der Handelsakademie Wiener Neustadt und war danach als Personalreferent bei der EVN, zuletzt als Abteilungsleiterstellvertreter, tätig.
Schneeberger begann seine politische Karriere in der Jungen ÖVP Wiener Neustadt und wurde 1975 in den Gemeinderat der Stadt gewählt. Von 1986 bis 2000 war er Vizebürgermeister in Wiener Neustadt, zuständig unter anderem für Archiv, Museum und Fremdenverkehr sowie für Bauen und Verkehr. In dieser Zeit initiierte er unter anderem 1988 die Gründung des RIZ NÖ Süd mit Standort in Wiener Neustadt. Schneeberger ist seit dem 7. Juni 1993 Abgeordneter zum Landtag und übernahm im Jahr 2000 das Amt des Klubobmanns. Bereits seit 1990 ist Klaus Schneeberger Vorstandsvorsitzender der Arena Nova BetriebsGmbH.
In der Funktion des geschäftsführenden Klubobmanns unterstützte er Projekte für die Stadt Wiener Neustadt, so 1994 den Bau der Multifunktionshalle Arena Nova, den Bau der Fachhochschule und die Gründung des Technologie- und Forschungszentrums TFZ.
Schneeberger verhandelte für die Volkspartei auf Landesebene die Einführung von Vorzugsstimmen auch auf Landesebene und des Grundsatzes „Name vor Partei“, wodurch es zu einer Stärkung des Persönlichkeitselementes des Wahlrechts kam. Im Rahmen eines Demokratiepakets der Volkspartei Niederösterreich verhandelte Schneeberger mit den anderen im Landtag vertretenen Parteien zahlreiche Minderheitenrechte für kleinere Fraktionen. So werden ab der 19. Gesetzgebungsperiode bereits vier statt bisher sechs Abgeordnete erfolgreich Anträge und Aktuelle Stunden einbringen können. Außerdem kommt ab dann das Recht auf Einsetzung von Untersuchungsunterschüssen, auf Gebarungsprüfung durch den Rechnungshof und auf Gesetzesprüfung durch den Verfassungsgerichtshof schon einem Drittel der Mandatarinnen und Mandatare des niederösterreichischen Landtages zu.
Am 20. Februar 2015 wurde Schneeberger mit einer Mehrheit von 22 aus 40 Stimmen des Gemeinderates zum Bürgermeister von Wiener Neustadt gewählt. Gemeinsam mit der FPÖ, den Grünen, der Liste Soziales Wiener Neustadt und der Liste Haberler ließ er sich auf das Experiment einer „Bunten Stadtregierung“ ein.
Im November 2021 wurde er unter Präsident Michael Ludwig zu einem der vier Vizepräsidenten des Österreichischen Städtebundes gewählt. Bei der Landtagswahl in Niederösterreich 2023 kandidierte er nicht mehr, ÖVP-Spitzenkandidat im Landtagswahlkreis Wiener Neustadt wurde Franz Dinhobl.
Klaus Schneeberger ist verheiratet und Vater von drei erwachsenen Kindern sowie Großvater von fünf Enkelkindern.
Seit 1970 ist er Mitglied der katholischen Studentenverbindungen K.Oe.St.V. Babenberg Wiener Neustadt im MKV und K.Ö.H.V. Neostadia im ÖCV.

## Kritik
Klaus Schneeberger steht in mehreren Bereichen in der Kritik. Besonders viel Aufmerksamkeit bekam seine Aussage in einem Interview, in dem er auf die Frage, wie man mit Kindern umgehen soll, die kein Deutsch sprechen, antwortete: „I kann’s ja ned daschlogn.“ Diese Formulierung wurde von vielen als unsensibel und respektlos empfunden und führte zu breiter Ablehnung, auch von politischen Gegnern und Bürgerinnen und Bürgern.
Außerdem gibt es Kritik an mehreren großen Bau- und Infrastrukturprojekten, die unter seiner Führung vorangetrieben wurden. Die Ostumfahrung B17 und das Wohn- und Geschäftsprojekt „Maximilium am Stadtpark“ stehen dabei im Mittelpunkt. Der Rechnungshof kritisierte diese Projekte, weil sie zu viel Boden versiegeln und dadurch negative Auswirkungen auf das Klima und die Umwelt haben. Schneeberger wies diese Vorwürfe zurück und meinte, dass die Kritik zu pauschal sei und nicht alle Verantwortlichkeiten bei der Stadt liegen. Diese Abwehrhaltung wurde von einigen Seiten als wenig konstruktiv gesehen.
Ein weiterer Kritikpunkt betrifft die Finanzplanung. Es wird bemängelt, dass viele große Projekte öffentlich angekündigt werden, obwohl oft unklar ist, wie sie langfristig finanziert werden sollen. Oppositionsparteien werfen ihm vor, mit großen Versprechen Aufmerksamkeit zu erzeugen, ohne solide Budgets vorzulegen. Das führt zu Zweifeln an der Realisierbarkeit und an der Verantwortung im Umgang mit öffentlichen Mitteln.

## Auszeichnungen
- 2003: Großes Goldenes Ehrenzeichen für Verdienste um die Republik Österreich[11]
- 2009: Silbernes Komturkreuz mit dem Stern des Ehrenzeichens für Verdienste um das Bundesland Niederösterreich
- Ehrenbürger von Wiener Neustadt